# Sveučilišna bolnica
Sveučilišna bolnica u Hrvatskoj jest klinička ustanova kojoj Ministarstvo zdravstva može dodijeliti taj naslov sukladno zakonu kojima kojim se uređuje visoko obrazovanje. Uvjeti za dodjelu naziva sveučilišna su da ustanova mora:
- obavljati djelatnost bolničke zdravstvene zaštite, specijalističko-konzilijarne zdravstvene zaštite i dnevne bolnice na visokospecijaliziranoj razini sukladno kliničkim smjernicama, uključujući i međunarodne smjernice za dijagnostiku i liječenje
- sprovoditi obrazovanje zdravstvenih radnika na svim obrazovnim razinama
- organizirati i sprovoditi specijalističko i poslijediplomsko usavršavanje zdravstvenih radnika
- sprovoditi znanstvenoistraživačke djelatnosti prema zahtjevima i protokolima suvremene biomedicinske znanosti
- zapošljavati u radnom odnosu visokokvalificirane radnika s najmanje jednom trećinom zdravstvenih radnika zaposlenika kliničke ustanove koji imaju znanstvena ili znanstveno-nastavna zvanja na visokom učilištu koje izvodi studij medicine, dentalne medicine, farmacije i/ili medicinske biokemije te najmanje dva zdravstvena radnika u znanstveno-nastavnom zvanju docenta, izvanrednog profesora, redovitog profesora u trajnom ili u naslovnom zvanju.

Sveučilišne bolnice predstavljaju nastavnu bazu cijelog sveučilišta.